# Al-Watwan
Al-Watwan ist eine Tageszeitung in den Komoren, die als Print- und Onlinemedium erscheint. Sie wurde am 6. Juli 1985 gegründet. Den Anlass zur Gründung gab der 10. Jahrestag der Unabhängigkeit des Landes. Als erstes Journal, welches in dem Land gegründet wurde, war Al-Watwan zunächst eine Monatszeitschrift, dann erschien sie in zweiwöchentlichem Abstand ab 1987 und ab 1989 wöchentlich. Seit dem 25. März 2008 entwickelte sich Al-Watwan zu einer Tageszeitung, wobei die Invasion von Anjouan (Opération Démocratie aux Comores) als Anlass gilt.
Die Zeitschrift nannte sich ursprünglich Echo des Comores / Al-Watwany, wurde aber bereits mit der zweiten Ausgabe in Al-Watwany umbenannt und erhielt schließlich den Namen Al-Watwan.
Im Juni 2017 wurde Faïza Soulé Youssouf Chefredakteurin der Zeitschrift. Im Mai 2018 trat sie jedoch von ihrem Posten zurück weil sie fortgesetzt Repressionen und Bedrohungen erlebt hatte.
Im September 2020 erschien die Zeitschrift mit ihrer 4000. Ausgabe.